# Ydre Nørrebro
Ydre Nørrebro er en bydel i København, der sammen med Indre Nørrebro udgør bydelen Nørrebro i Københavns Kommune med 41.718 (2003) indbyggere. Ydre Nørrebro var fra 2002-2007 en administrativ bydel i Københavns Kommune. Med en befolkningstæthed på 19.733 indbyggere pr. km² er Ydre Nørrebro det tættest befolkede område i København. En stor del af befolkningen er studerende og/eller folk af anden etnisk herkomst end dansk. 
Kvarteret afgrænses mod sydvest af Ågade mod Frederiksberg Kommune. Mod nordvest er Ydre Nørrebro afgrænset mod Bispebjerg og Nordvestkvarteret af Ringbanen og Nørrebro Station. Mod nordøst er bydelen afgrænset mod Ydre Østerbro af Lersø Park Allé, og endelig er Ydre Nørrebro mod sydøst afgrænset mod Indre Nørrebro af Jagtvej.
Ydre Nørrebro gennemskæres på langs af Nørrebrogade. Sydvest for Nørrebrogade ligger blandt andet Nørrebroparken og kvarteret omkring Jægersborggade og Husumgade, der er et af Nørrebros ældste beboelseskvarterer. Nordøst for Nørrebrogade ligger Mimersgadekvarteret og Haraldsgadekvarteret, der tilsammen udgør Det mytologiske kvarter.
55°42′10″N 12°32′54″Ø / 55.70278°N 12.54833°Ø